# 로베르트 이바노브
로베르트 이바노프(핀란드어: Robert Ivanov, 러시아어: Роберт Владимирович Иванов 로베르트 블라디미로비치 이바노프[*], 1994년 9월 19일 ~ )는 핀란드의 러시아계 프로 축구 선수로, 수페르리가 엘라다 클럽 아스테라스 트리폴리스와 핀란드 국가대표팀에서 센터백으로 활약하고 있다.

## 구단 경력
이바노브는 콜모넨, 카코넨, 이쾨넨, 베이카우스리가의 FC 마일리푸로, FC 비킹이트, FC 홍카에서 뛰었으며, 핀란드 축구 리그 시스템에서 가장 높은 순위를 기록한 네 팀 모두에서 활약했다.
2018년 7월과 9월에는 베이카우스리가 이달의 팀에 속해 있었다.
2020년 9월 1일, 그는 폴란드 클럽 바르타 포즈난과 미공개 이적료로 2년 계약을 체결했다.
2023년 6월 16일, 이바노브가 2. 분데스리가 클럽 아인트라흐트 브라운슈바이크와 2년 자유 이적 계약을 체결했다고 발표했다. 이바노브는 2023년 10월 8일, 파더보른과의 홈 경기에서 팀의 첫 골을 넣으며 3-1로 패했다.

## 국가대표팀 경력
핀란드 청소년 국가대표팀에서 활약한 적이 없는 이바노브는 2019년 1월 8일, 스웨덴과의 친선 경기에서 알빈 그란룬드와 85분 교체 투입되어 24세의 나이로 핀란드 국가대표팀에 데뷔했다.
이바노브는 2021년 5월 29일, 스웨덴과의 UEFA 유로 2020 대회 전 친선 경기에 소집되었다. 그는 2021년 6월로 연기된 UEFA 유로 2020에서 핀란드 국가대표팀의 일원으로 출전했다.

## 사생활
이바노프는 헬싱키 쿠르키메키에서 태어나 헬싱키 동부에서 잉그리아인 어머니와 러시아인 아버지 사이에서 자랐다. 에스토니아 국가대표 핸드볼 선수였던 그의 어머니 넬리 파키는 1990년 초 에스토니아에서 핀란드로 이주했다. 프로 축구 외에도 이바노브는 MaKu에서 풋살 선수로 활약한 바 있다.